# Victor Enblom
Henrik Victor Enblom, född 8 maj 1819 i Stockholm, död där 24 maj 1876, var en svensk skolman. Han var farbror till Rudolf och Fredrik Enblom.
Enblom blev 1846 vikarierande lektor vid Ateneum i Gävle, utnämndes 1848 till lärare och 1859 till lektor i främmande levande språk vid Västerås gymnasium. Från den senare befattningen tog han avsked 1871. Enblom gav 1856 ut Lärobok i engelska språket. En andra upplaga  med omarbetad grammatik av Edvard Lidforss gavs ut 1861–187. Denna bok, som presenterade ett nytt system för uttalsbeteckning, var viktig för sin tid. Dessutom efterlämnade Enblom i handskrift en bearbetning av Euklides Elementa, med stora pedagogiska förtjänster. Enblom var en bildad, spirituell och berest person. Under en period när olika fraktioner inom det nyliberala partiet ofta ställdes mot varandra, fungerade han flera gånger framgångsrikt som medlare. Han arbetade även målmedvetet för att ge skydd och hjälp åt politiska flyktingar som på 1850- och 1860-talen sökte fristad i Sverige. Enblom är begravd på Norra begravningsplatsen utanför Stockholm.